# Świniary Nowe
Świniary Nowe est une localité polonaise de la gmina de Łoniów, située dans le powiat de Sandomierz en voïvodie de Sainte-Croix.